# Gibbotettix lativertex
Gibbotettix lativertex is een rechtvleugelig insect uit de familie doornsprinkhanen (Tetrigidae). De wetenschappelijke naam van deze soort is voor het eerst geldig gepubliceerd in 2011 door Zeng & Zheng.